# Duomyia pallipes
Duomyia pallipes är en tvåvingeart som beskrevs av Mcalpine 1973. Duomyia pallipes ingår i släktet Duomyia och familjen bredmunsflugor. Inga underarter finns listade i Catalogue of Life.